# Horizont van Schampelheide
De Horizont van Schampelheide is een dunne laag in de ondergrond van het Nederlandse Zuid-Limburg en het omringende gebied in Duitsland en België. De horizont is onderdeel van de Formatie van Aken en stamt uit het laatste deel van het Krijt (het Santonien).
Normaal gesproken ligt de Horizont van Schampelheide boven op de oudere Klei van Hergenrath en onder het jongere Zand van Aken (beide ook onderdeel van de Formatie van Aken).
Deze horizont is vernoemd naar Schampelheide.